# Дудниченко, Виктор Маркович

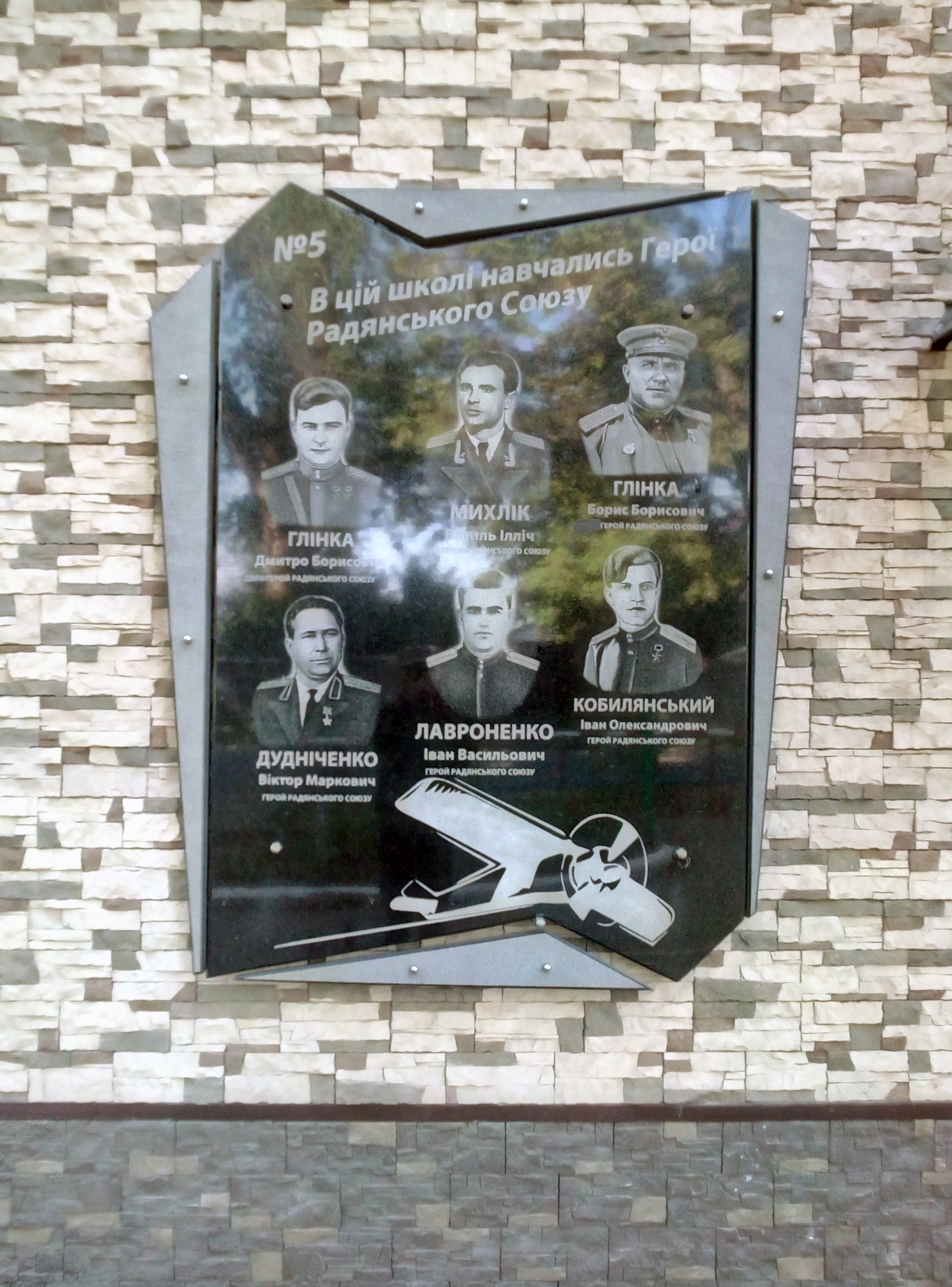
Гимназия № 5 (Кривой Рог)

Виктор Маркович Дудниченко (25 мая 1923, Новомалиновка, Екатеринославская губерния — 14 января 1989, Измаил, Одесская область) — советский лётчик-ас, подполковник Советской армии, участник Великой Отечественной войны. Герой Советского Союза (1944).

## Биография
Родился 25 мая 1923 года в селе Новомалиновка Широковского района Криворожского округа (ныне в Днепропетровской области Украины) в крестьянской семье.
Окончил неполную среднюю школу № 5 в городе Кривой Рог и Криворожский аэроклуб. Работал трактористом в колхозе в Криворожском районе.
В 1941 году был призван на службу в Рабоче-крестьянскую Красную армию. В 1942 году окончил Чугуевское военное авиационное училище лётчиков. С апреля 1943 года на фронтах Великой Отечественной войны. Принимал участие в боях на Северо-Кавказском, Воронежском, 1-м и 4-м Украинских фронтах. Участвовал в боях под Новороссийском, Курской битве, Белгородско-Харьковской, Киевской, Корсунь-Шевченковской операциях.
К январю 1944 года старший лейтенант Виктор Дудниченко был заместителем командира эскадрильи 239-го истребительного авиаполка 235-й истребительной авиадивизии 10-го истребительного авиакорпуса 2-й воздушной армии 1-го Украинского фронта. К тому времени совершил более 120 боевых вылетов, принял участие в 26 воздушных боях, в которых сбил 16 вражеских самолётов.
Указом Президиума Верховного Совета СССР от 1 июля 1944 года за «образцовое выполнение заданий командования и проявленные при этом мужество и героизм» старший лейтенант Виктор Дудниченко был удостоен высокого звания Героя Советского Союза с вручением ордена Ленина и медали «Золотая Звезда» за номером 2382.
Во время боёв за Прикарпатье был сбит над вражеской территорией, но через 3 дня сумел выйти к своим. В дальнейшем участвовал в освобождении Чехословакии, Моравско-Остравской операции. За время своего участия в войне совершил 180 боевых вылетов, принял участие в 36 воздушных боях, сбив 22 самолёта противника.
После окончания войны продолжил службу в Советской армии. В 1947 году окончил Высшую лётно-тактическую школу ВВС. Участвовал в Корейской войне, лично сбил 3 американских самолёта, но и сам в одном из боёв был сбит и тяжело ранен. В 1955 году в звании подполковника был уволен в запас.
Проживал в городе Измаил Одесской области Украинской ССР, умер 14 января 1989 года, похоронен в Измаиле.

## Награды
- Орден Красного Знамени;
- дважды Орден Отечественной войны 1-й степени;
- Крестом лётных заслуг (США)[2];
- ряд медалей[1].

## Память
- Имя на Стеле Героев в Кривом Роге;
- Памятная доска на здании Новомалиновского сельского совета;
- Памятная доска на главном здании ЧАО «Украинское Дунайское пароходство» в городе Измаил.